# Ante Mladinić
Ante Mladinić (Split, 1929. október 1. – Zágráb, 2002. június 13.) horvát labdarúgóedző. 

## Pályafutása

### Klubcsapatban
A Hajduk Split csapatával háromszor nyerte meg a jugoszláv bajnokságot.

### Edzőként
A jugoszláv válogatottat szövetségi kapitányként irányította a hazai rendezésű 1976-os Európa-bajnokságon.

## Sikerei, díjai

### Játékosként
Hajduk Split
- Jugoszláv bajnok (3): 1950, 1952, 1954–55

### Edzőként
FK Partizan
- Jugoszláv bajnok (1): 1977–78
- Közép-európai kupa (1): 1977–78